# Fedra Farolfi
Fedra Farolfi, nata Fedra Neri (Torrita di Siena, 3 marzo 1902 – Firenze, 12 ottobre 1991), è stata una filantropa italiana, attiva presso varie realtà di volontariato dal secondo dopoguerra fino agli anni Ottanta.

## Biografia

### Primi anni (1902-1945)
Fedra Farolfi trascorre i primi 20 anni a Torrita di Siena. All'età di 21 anni si trasferisce a Firenze come dama di compagnia presso una delle famiglie più ricche del paese.
A Firenze studia presso l'istituto delle madri francesi di Nevers. Perfeziona così le basi scolastiche apprese da autodidatta in tenera età (ufficialmente per lo Stato italiano è analfabeta).
Nel 1929 si sposa con Carlo Farolfi da cui ha sette figli.
Negli anni del secondo dopoguerra collabora attivamente come volontaria nella Parrocchia di San Felice in Piazza, a fianco di Don Bruno Panerai. A Don Panerai, una delle figure più attive per le opere benefiche alla popolazione durante la guerra e l'occupazione tedesca, è stata poi conferita la medaglia d'oro al valor civile. 

### Attività sociale e volontariato (1943-1980)
Fedra Farolfi collabora negli anni del dopo guerra con vari enti: l'E.C.A (Ente Comunale di Assistenza), la Pontificia Opera di assistenza e quindi il CIF (Centro Italiano Femminile) nel quale entra come socia attiva. Insieme a Maria Federici, Elisabetta Camathias, Rina Breda Paltrinieri, Clorinda Liguori e Rina Morosini, nel marzo 1947 fonda l'ANFE, Associazione Nazionale Famiglie degli Emigrati.
In quegli anni, in concomitanza con la concessione del diritto di voto alle donne, nel gennaio 1946, nascono molti gruppi femminili attivi nella vita politica e sociale.
Fedra Farolfi, all'interno dell'ANFE, riveste la carica di consigliera nazionale e presidente provinciale di Firenze. Organizza raccolte di fondi, corsi di lingua e messaggi radiofonici trasmessi oltreoceano da parte delle famiglie degli emigrati. Intrattiene una fitta rete di corrispondenza epistolare con emigrati e le loro famiglie.
Di fianco alle moltissime attività di sostegno per gli emigrati e le loro famiglie , si impegna anche in altre opere di volontariato come l'assistenza agli alluvionati del Polesine, la raccolta fondi per la riorganizzazione degli ospedali fiorentini e varie iniziative della Madonnina del Grappa.
Nei primi anni Ottanta lascia la sua attività di Presidente Provinciale dell'ANFE.
Muore a Firenze nel 1991, all'età di 89 anni.

### Riconoscimenti
Nel maggio 1957, durante una cerimonia in Campidoglio, le viene assegnata una medaglia d'oro per la sua attività all'ANFE.
Nel 2007 l'Accademia degli Oscuri di Torrita di Siena le riconosce o il titolo di "Ragguardevole torritese", per il suo impegno sociale e civile.
Il 29 settembre 2021 il Comune di Firenze le intesta un giardino. Il giardino "Fedra Farolfi: sorella degli emigranti", si trova in Via del Saletto all'Isolotto.